# De Goorn
De Goorn (52° 38′ N, 4° 57′ L) é uma cidade dos Países Baixos, na província de Holanda do Norte. De Goorn pertence ao município de Koggenland, e está situada a 9 km, a oeste de Hoorn.
Em 2001, a cidade de De Goorn tinha 7256 habitantes. A área urbana da cidade é de 1.5 km², e tem 3043 residências. 
A área de De Goorn, que também inclui as partes periféricas da cidade, bem como a zona rural circundante, tem uma população estimada em 2540 habitantes.